# 安達晟

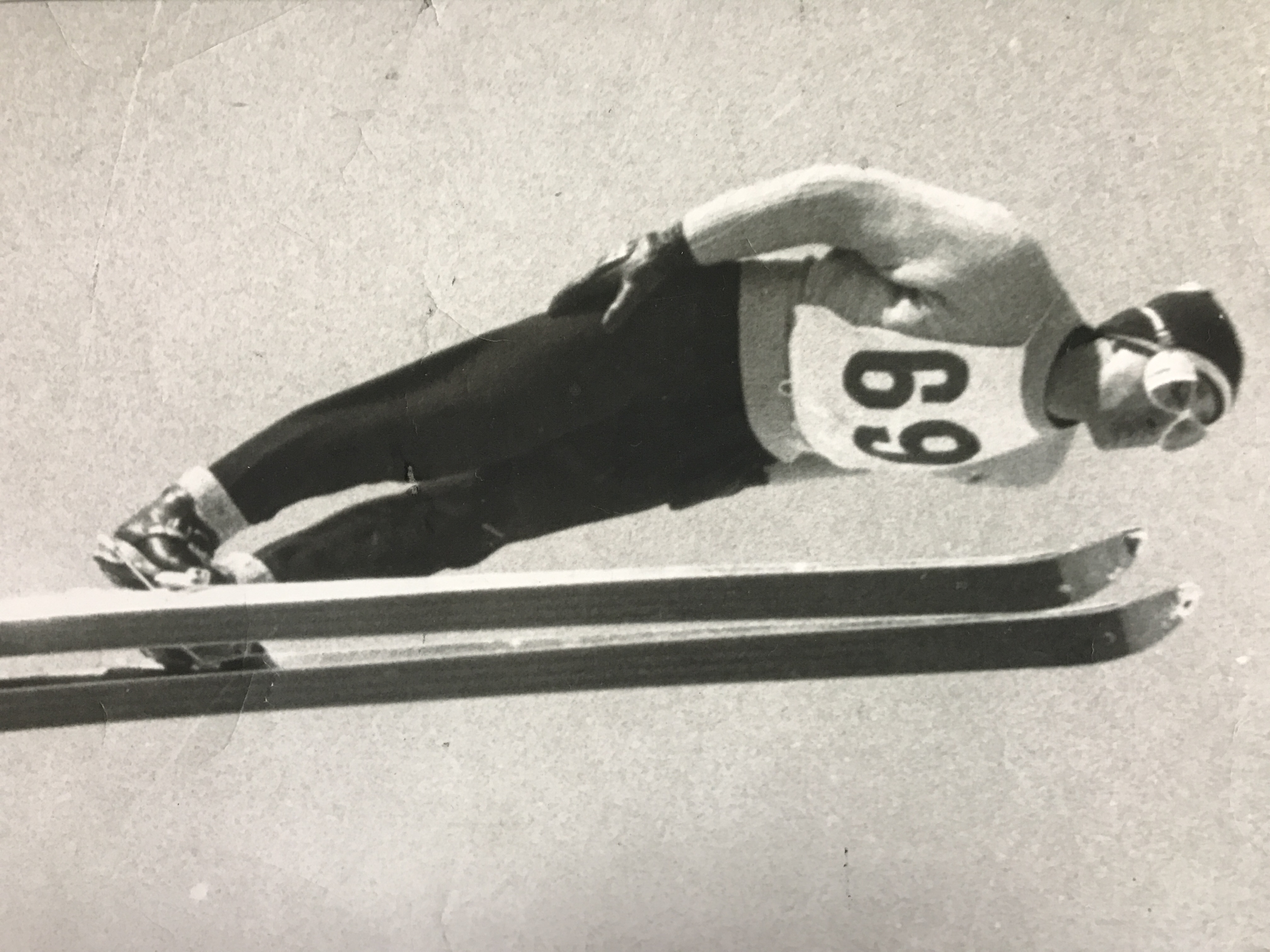

安達 晟（あだち あきら、1939年5月3日 - 2020年7月25日）は、北海道余市町出身の元ノルディックスキー（スキージャンプ）選手、スキー指導者、スキージャンプ審判員。

## 経歴・人物

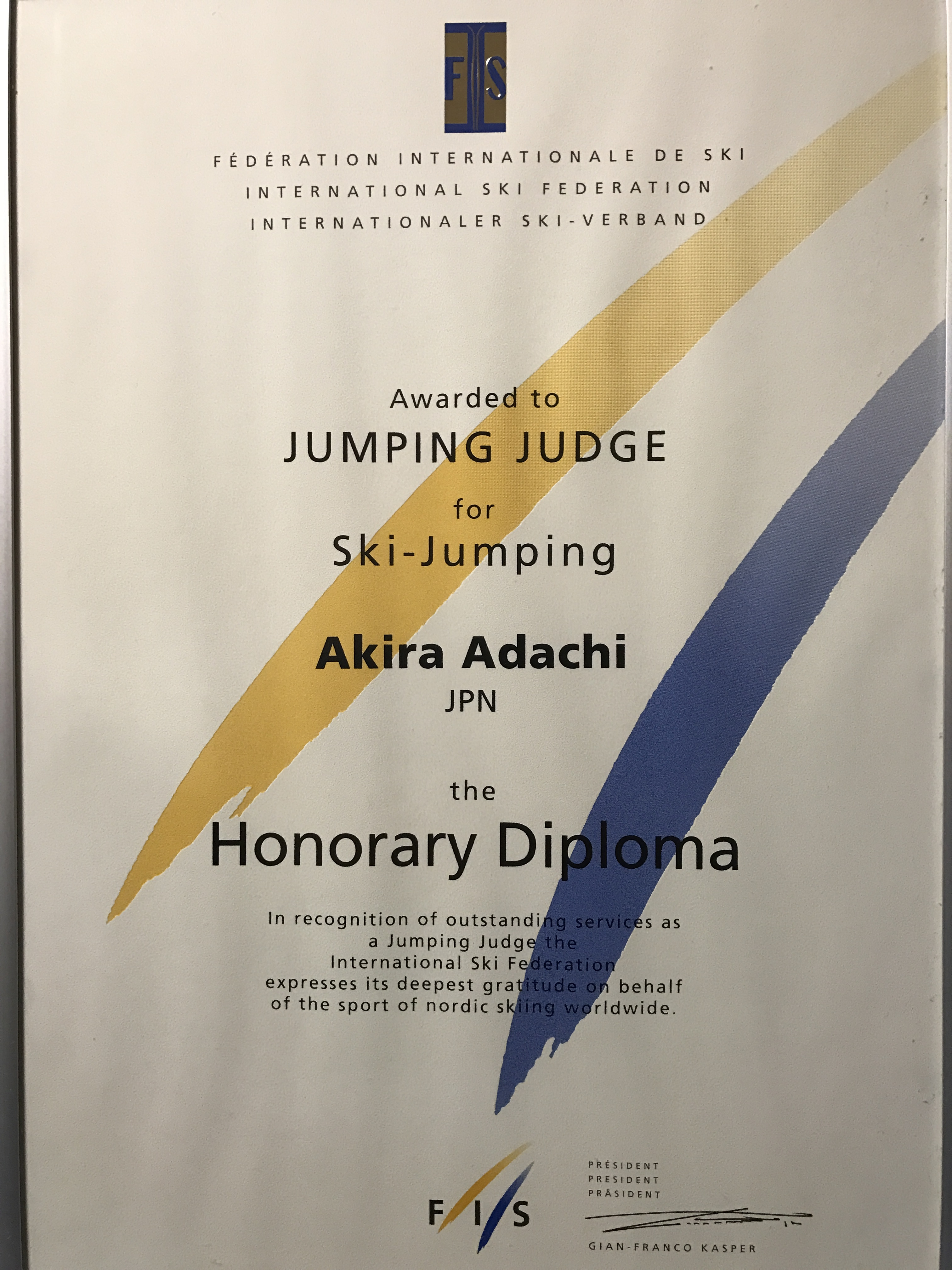

北海道余市町大川町出身。北海道余市高等学校ではスキー部に所属。在学中、ジャンプ競技では、2年生時に全道スキー大会純ジャンプ2位、全国高等学校スキー大会2位、3年生時に全国高等学校スキー大会2位の成績を残す。
1958年（昭和33年）、札幌鉄道管理局（国鉄北海道支社、現在の北海道旅客鉄道鉄道事業本部に相当）に入社。札幌鉄道管理局スキー部に入部した。当時の札鉄スキー部は、純ジャンプに秋葉信夫、大内誠一、 距離競技では工藤誠二、谷口明見（ノルディック複合、オリンピック3回出場）らの有力選手を擁していた。その中で安達は1961年のHBC杯を制覇するなど好成績を残し、1964年インスブルックオリンピックの有力候補とみなされた。1964年1月、大倉山ジャンプ競技場で実施されたオリンピック代表選考会は6日連続の競技会、記録会だったが、1日目から好調で、2位、3位、5位、4位と安定したジャンプを見せた。吉沢広司、佐藤耕一、菊池定夫、笠谷昌生らを脅かす上位入賞で、最終日前夜時点で選考委員から派遣選手内定を言い渡されていた。しかし最終日、1本目93メートルとし迎えた2本目サッツのタイミングが遅れ大きく転倒し全治1週間の脳震盪、目覚めた時は同日夜半10時過ぎ病院のベットの上であった。代表選手は次の日から猪苗代町での合宿、5日後にはインスブルック出発といった日程であったため、ドクターストップにより代表から外れる。
1965年（昭和40年）、ソビエト連邦サハリン州スキー連盟の招きにより日本スキー選手団の一員としてユジノサハリンスク（旧・豊原市）へ招待され、スキー親善大会に参加した。樺太が日本の施政下にあった太平洋戦争前、北海道とのスキー交流は盛んにおこなわれたが、ソビエト連邦施政下のサハリン州となった戦後に日本人スキー選手が同州に立ち入るのは初めてであった。
1969年（昭和44年）に現役を引退。1972年札幌オリンピックに向けて、大倉山ジャンプ競技場の90メートル級（現・ラージヒル）および宮の森ジャンプ競技場の70メートル級（現・ノーマルヒル）ジャンプ台を、それぞれ1970年と1968年に国際スキー連盟(FIS)基準に基づいた設計で新設することになった際に、安達はジャンプ台のテスト処女飛行者を務めた。
引退後はコーチ、国鉄北海道スキー部監督、札幌オリンピック競技役員、札幌スキー連盟/北海道スキー連盟理事（1976年 - 1998年）、全国鉄/JRスキー連盟理事/専務理事長/顧問を歴任した。また、1981年にFISのスキージャンプ飛型審判員ライセンス（国際スキー連盟が認めるオリンピックを含む国際スキージャンプ競技会飛型審判員）を取得。当時このライセンスを保持していた日本人はほかに8人だけであった。
国鉄分割民営化後は、北海道旅客鉄道札幌駅助役を経て、1997年（平成9年）に退職。
2020年（令和2年）、上行結腸癌のため、札幌市内の病院で死去（満81歳没）。

## 主な優勝歴
- HBCカップジャンプ競技会：1961年
- 雪印メグミルク杯全日本ジャンプ大会:1964年、1965年
- 全国鉄スキー大会：1959年 - 1970年（10回）